# شاتو دو مونسورو
شاتو دو مونسورو (به فرانسوی: Château de Montsoreau) یک قلعه به سبک رنسانس در درهٔ لوآر است که مستقیماً در بستر رودخانهٔ لوآر ساخته شده‌است. این قلعه در شهر تجاری کوچک مونسورو، در دپارتمان مِن-اِ-لوآر در فرانسه، نزدیک سومور، شینون، فنتوراود ل‌ابی و کوندز-سن-مرتان است. شاتو دو مونسورو یک موقعیت استثنایی در مکان تلاقی دو رود لوآر و وین، و در محل اتصال سه ناحیهٔ تاریخی قرار دارد: آنژو، پواتو و تورِن. فقط قلعهٔ درهٔ لوآر است که مستقیماً در بستر رودخانهٔ لوآر قرار دارد.

## نگارخانه

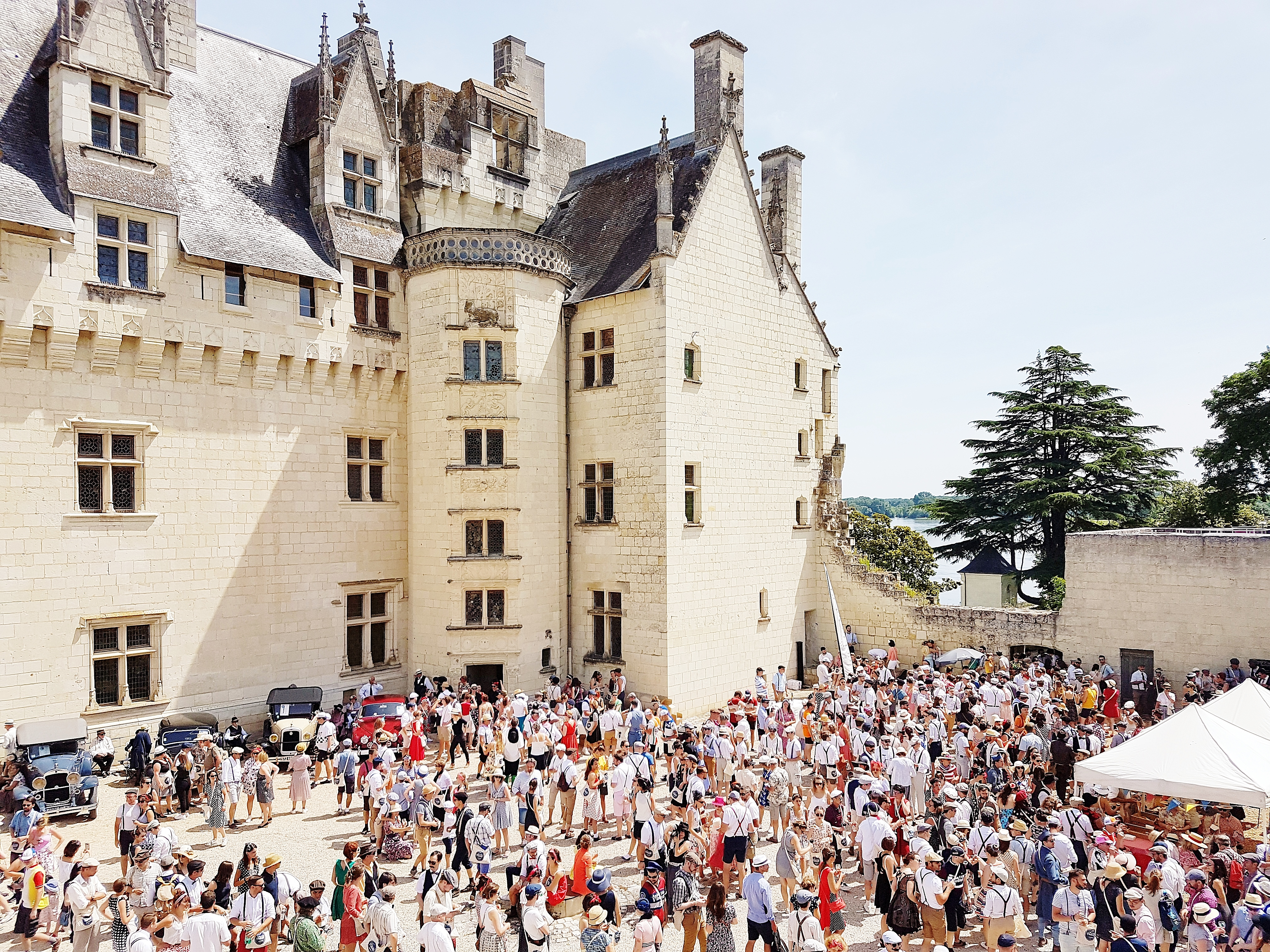
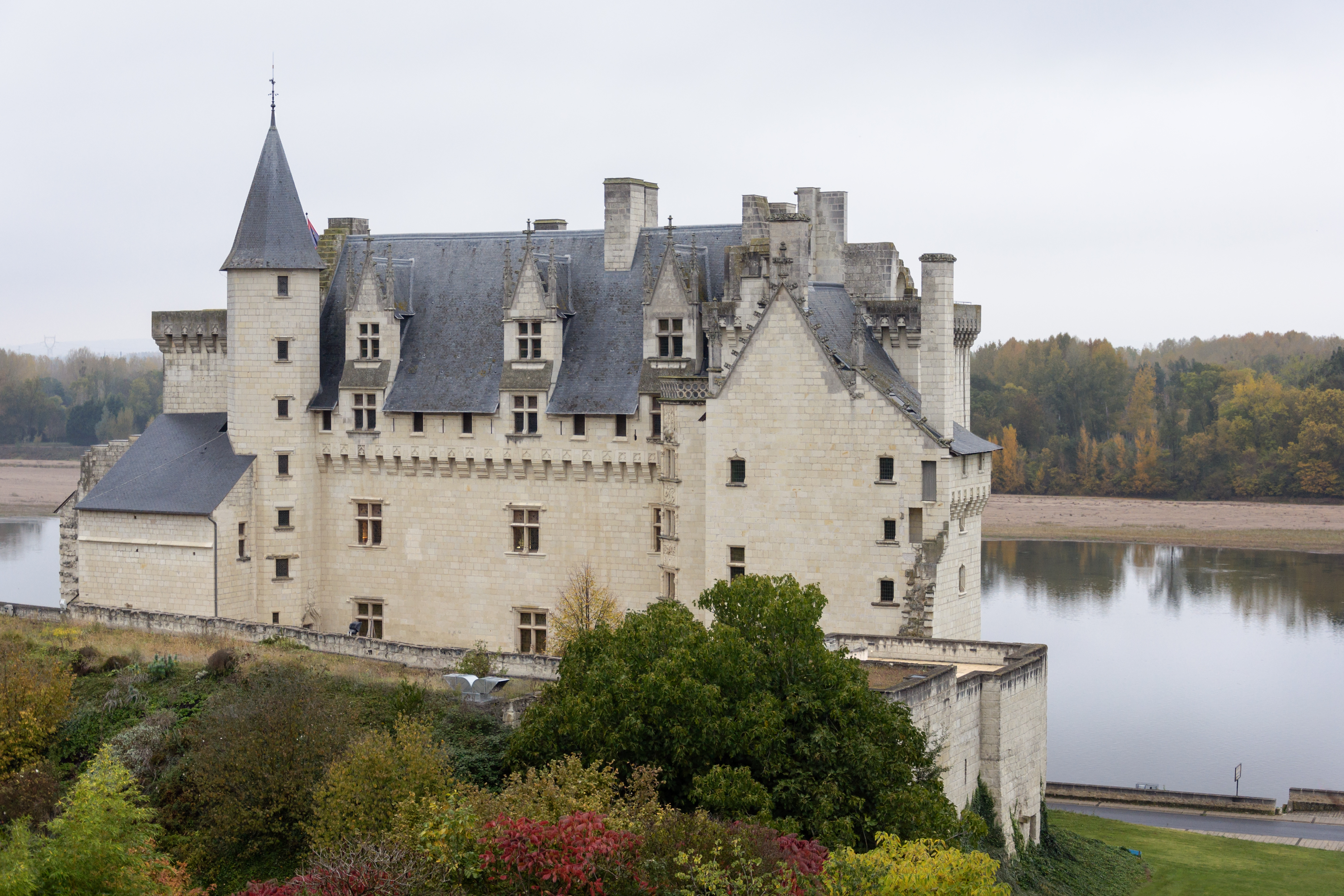
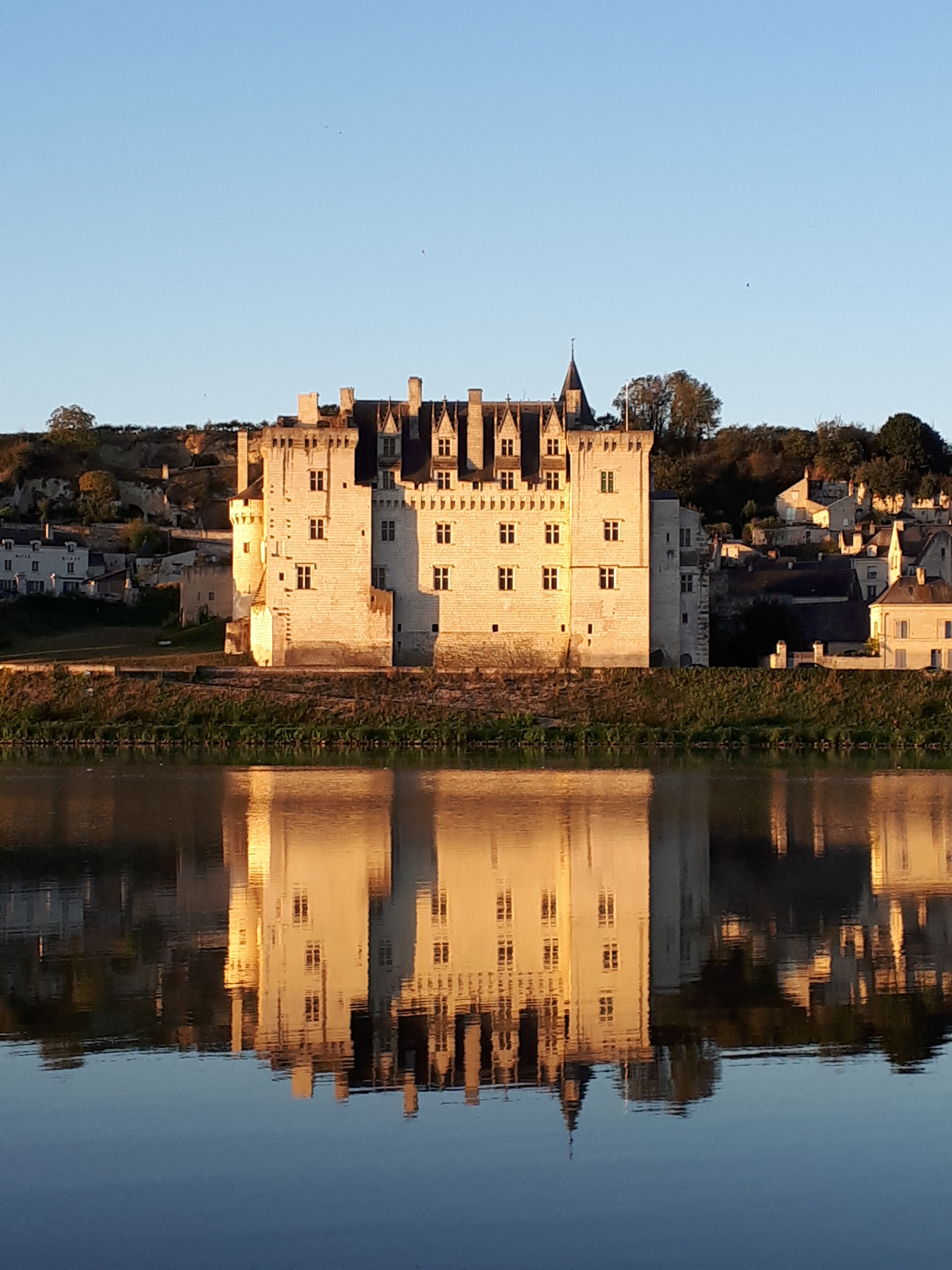
شاتو دو مونسورو - موزه هنر معاصر
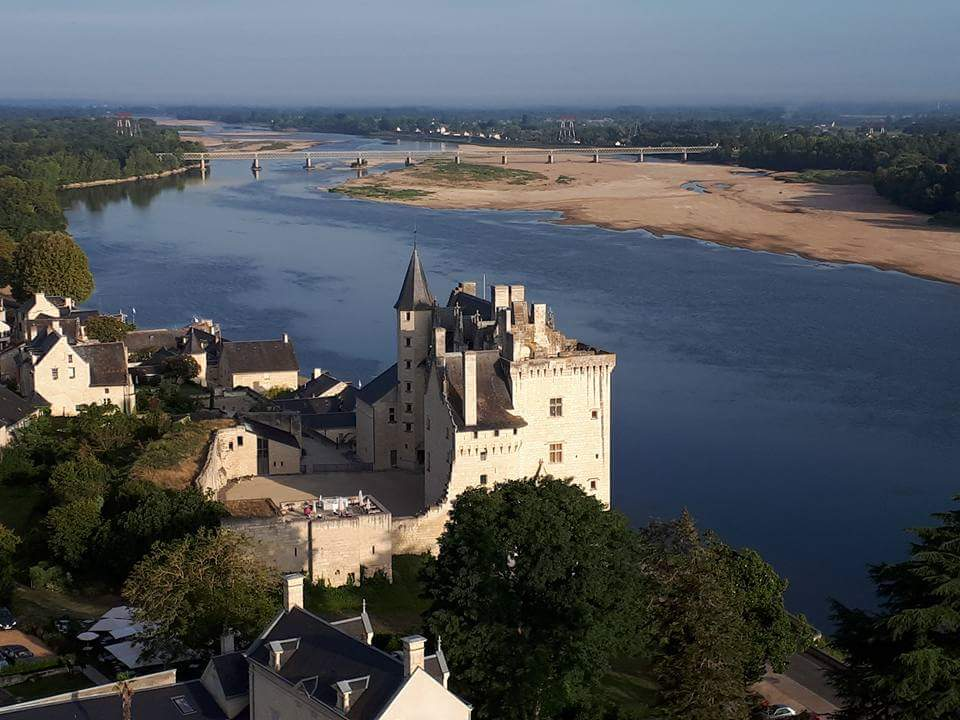
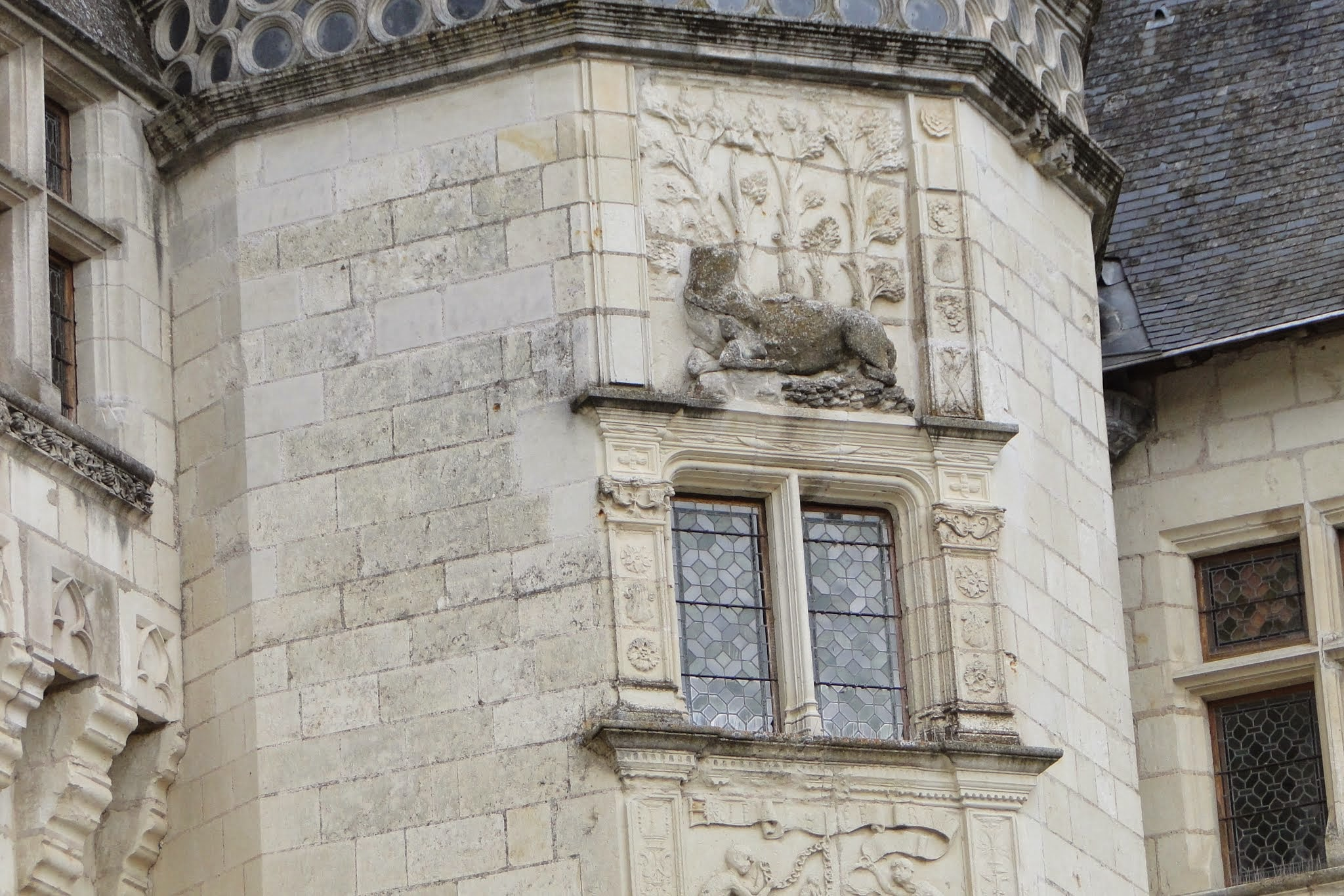
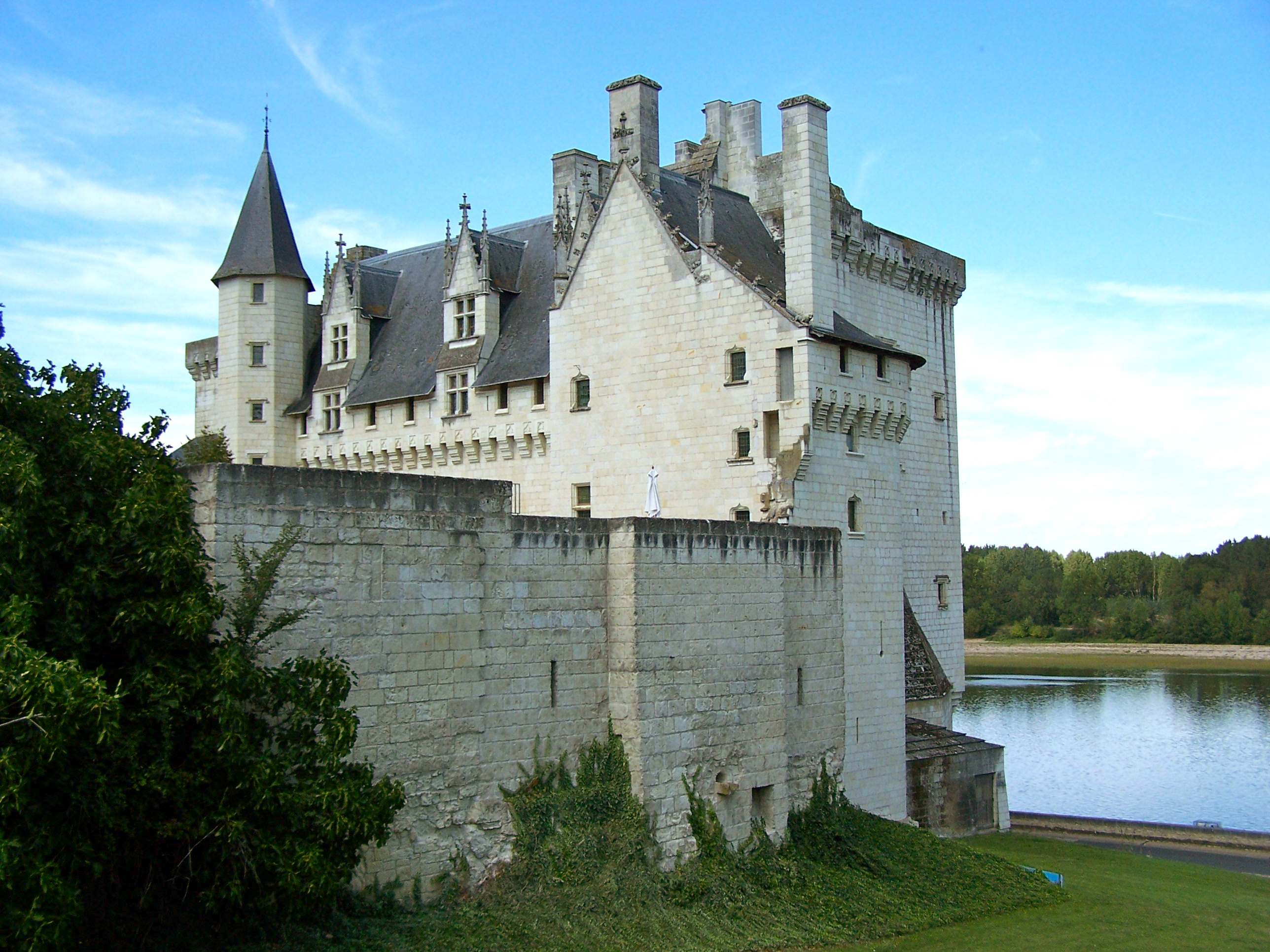
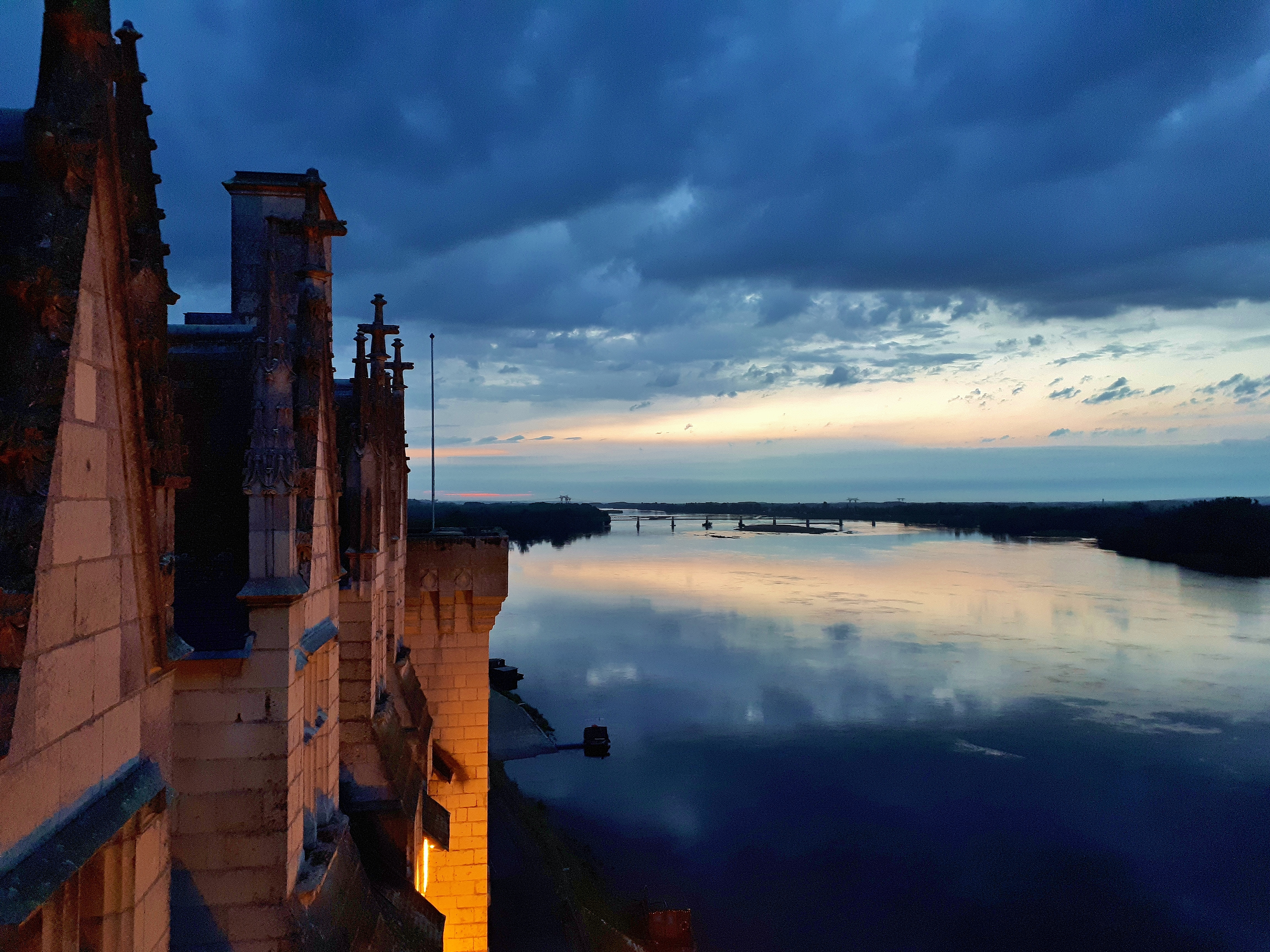
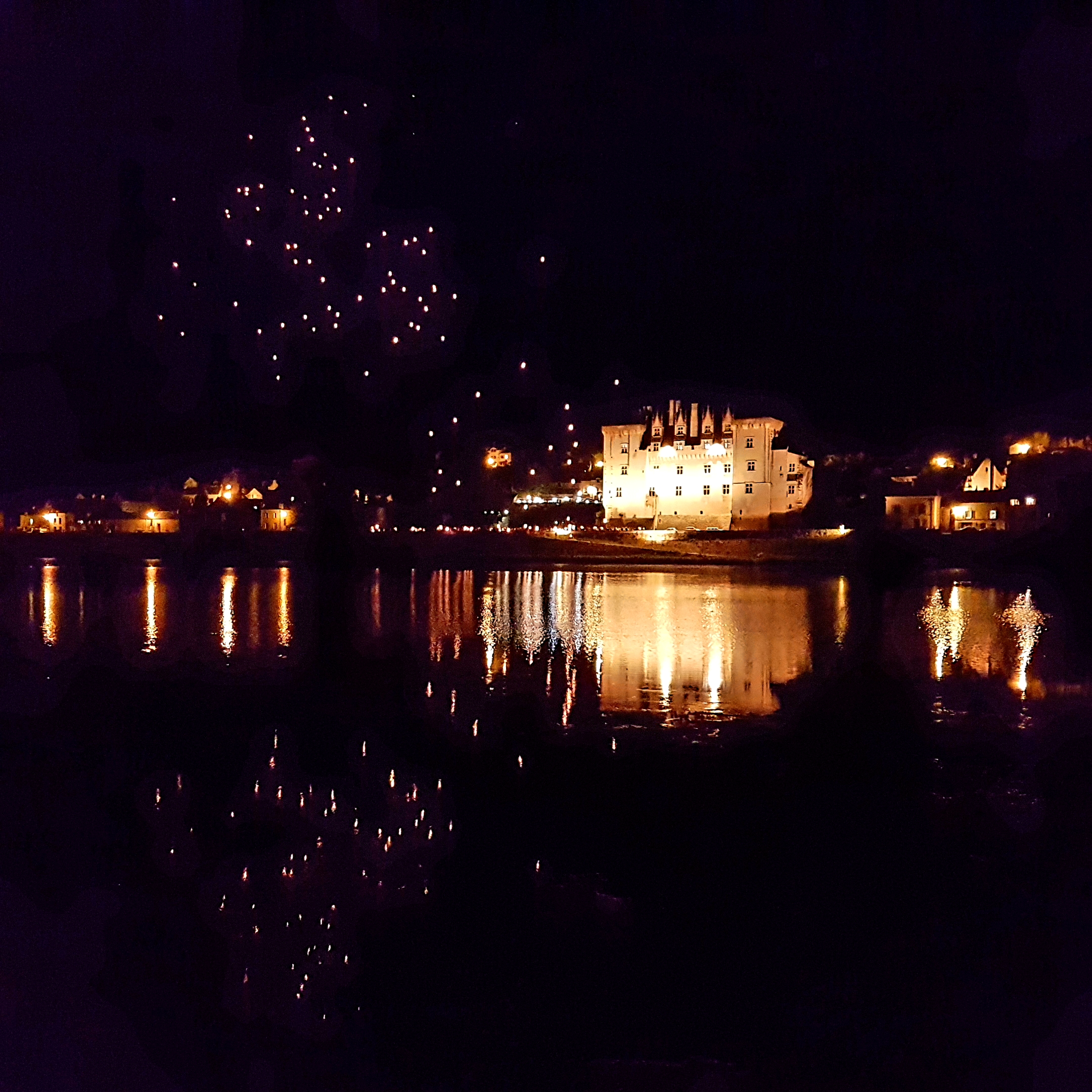